# Fontihoyuelo
Fontihoyuelo település Spanyolországban, Valladolid tartományban. Fontihoyuelo Boadilla de Rioseco községgel határos. Lakosainak száma 31 fő (2024).

## Népesség
A település népessége az utóbbi években az alábbiak szerint változott:
| Lakosok száma | 40   | 41   | 37   | 33   | 34   | 29   | 34   | 38   | 37   | 31   |
|               | 2001 | 2004 | 2007 | 2009 | 2012 | 2014 | 2017 | 2019 | 2022 | 2024 |